# Шевчик, Франтишек
Фра́нтишек Ше́вчик (чеш. František Ševčík, 11 января 1942 — 22 июля 2017) — чехословацкий хоккеист, правый нападающий.

## Биография
В чемпионате Чехословакии играл за клуб Комета. За двенадцать сезонов (1961—1973) в лиге провел 485 игр и забил 172 гола. Чемпион Чехословакии 1962—1966 годов. Трижды выигрывал кубок европейских чемпионов (1966—1968). Один из лучших бомбардиров в истории команды — 280 очков.
Четыре сезона провел во втором по рангу дивизионе чехословацкого хоккея. В составе национальной сборной на Олимпийских играх 1968 года в Гренобле завоевал серебряную медаль.
Участвовал в пяти чемпионатах мира и Европы (1965, 1966, 1968—1970). Второй призёр мирового чемпионата 1965, 1966, 1968; третий призёр 1969, 1970. На чемпионатах Европы — три серебряные (1965, 1966, 1968) и две бронзовые награды (1969, 1970). На чемпионатах мира и Олимпийских играх провел 39 матчей (14 заброшенных шайб), а всего в составе сборной Чехословакии — 95 матчей (26 голов).
Его сын также стал хоккеистом. Франтишек Шевчик умер после долгой и тяжелой болезни 22 июля 2017 года.